# 加利西亚共产党
加利西亚共产党（简称PCG）是西班牙共产党在加利西亚自治区的分支。该党成立于1968年。它的意识形态是共产主义、马克思主义。它的政治立场是左翼。该党创始人是参加过西班牙内战的前西班牙共和军第一混合旅政治委员Santiago Álvarez Gómez。该党现任总书记是Eva Solla Fernández（2014年-）。该党在加利西亚自治区议会拥有4席。

## 选举结果
| 选举年份及类型       | 票数   | %    | 议席数 |
| 1977年西班牙立法选举 | 34,188 | 3.03 | 0      |
| 1979年西班牙市镇选举 | 48,482 | 4.53 | 70     |
| 1979年西班牙立法选举 | 42,594 | 4.16 | 0      |
| 1981年西班牙议会选举 | 28,927 | 2.93 | 1      |